# Football Club Italia
Il Football Club Italia, meglio conosciuto come Italia de Tunis, è stata una società calcistica tunisino fondata a Tunisi, allora capitale del Protettorato francese in Tunisia, nel 1926. Fu una delle squadre di riferimento della grande comunità italo-tunisina.

## Storia
Negli anni dieci le varie etnie comunità che abitavano la Tunisia, come gli arabi, i francesi, gli italiani e i maltesi, iniziarono a fondare proprie squadre di calcio di riferimento con nomi che evocavano l'origine del sodalizio. Negli anni '30, l'Italia divenne una delle migliori squadre tunisine. Fu anche la prima ad ottenere un titolo internazionale nel 1936 vincendo la Coppa del Nordafrica.
Quattro volte campione di Tunisia, dopo la prima vittoria nel 1932, il club vinse il titolo nazionale per tre anni consecutivi dal 1935 al 1937. In aggiunta si aggiudicò una coppa tunisina nel 1936. In seguito all'indipendenza della Tunisia, l'Italia si sciolse.

## Palmares

### Competizioni nazionali
- Campionati di Tunisia: 4

1932, 1935, 1936, 1937
- Coppa di Tunisia: 1

1936

### Competizioni internazionali
- Coppa del Nordafrica: 1

1936